# Fitero
Fitero là một đô thị trong tỉnh và cộng đồng tự trị Navarre, Tây Ban Nha. Đô thị này có dân số là 2.170 người. Đô thị nằm ở độ cao 421 m trên mực nước biển, cách tỉnh lỵ 104,3 km. Tiếng Castallia là ngôn ngữ chính thức còn tiếng Basque là ngôn ngữ không chính thức ở đô thị này.
Fitero giáp Corella về phía bắc; Tudela và Cintruénigo về phía đông và nam; Cervera del Río Alhama (La Rioja) về phía tây. 

## Biếnđộng dân số
| Biến động dân số | Biến động dân số | Biến động dân số | Biến động dân số | Biến động dân số | Biến động dân số | Biến động dân số | Biến động dân số | Biến động dân số | Biến động dân số | Biến động dân số |
| 1996             | 1998             | 1999             | 2000             | 2001             | 2002             | 2003             | 2004             | 2005             | 2006             | 2007             |
| ---------------- | ---------------- | ---------------- | ---------------- | ---------------- | ---------------- | ---------------- | ---------------- | ---------------- | ---------------- | ---------------- |
| 2 083            | 2 034            | 2 034            | 1 960            | 1 997            | 2 192            | 2 234            | 2 213            | 2 222            | 2 257            | 2 224            |
| Nguồn:           |                  |                  |                  |                  |                  |                  |                  |                  |                  |                  |